# تاریخ معماری روم باستان

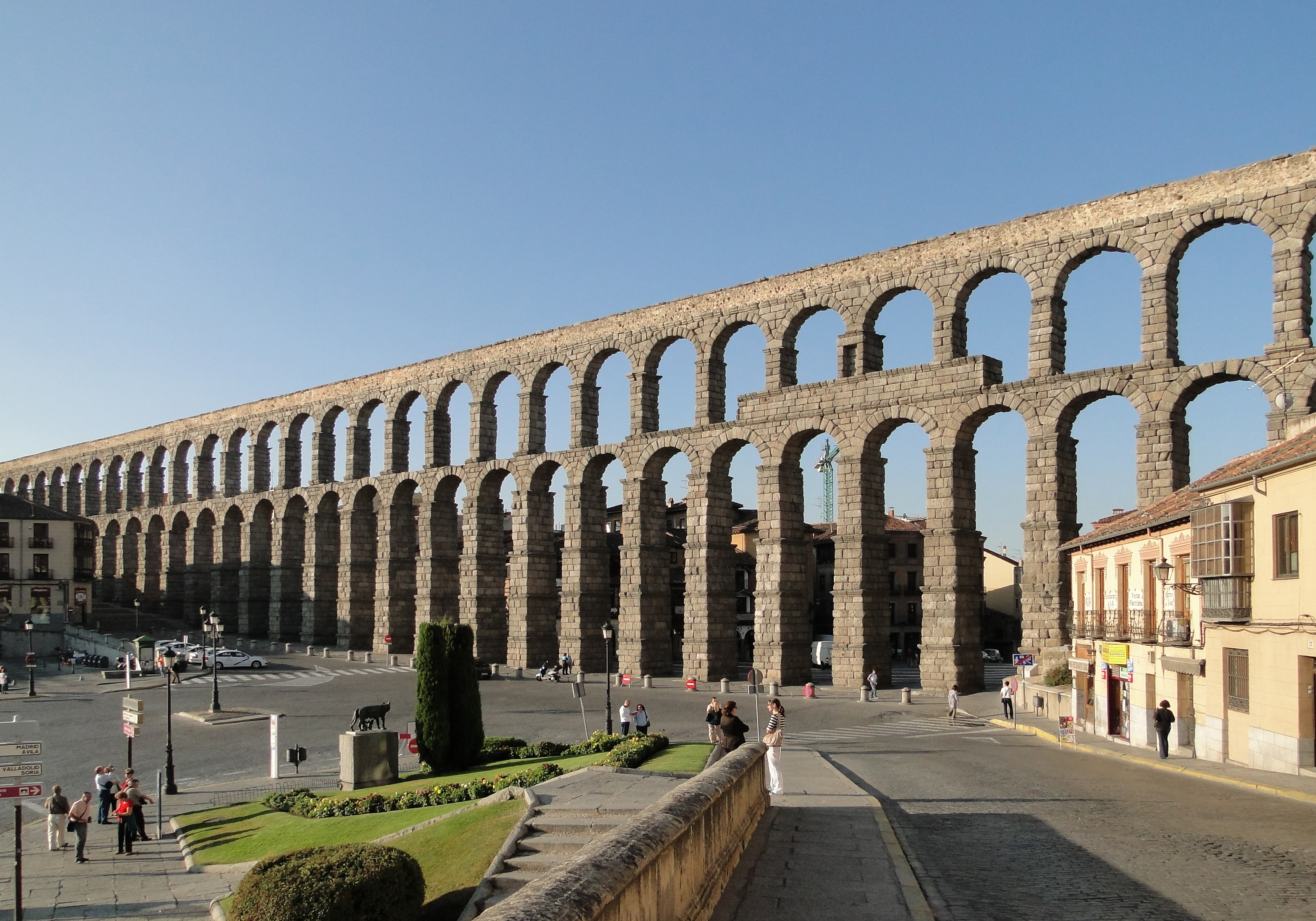
اثری بازمانده از معماری روم باستان در کشور اسپانیا

رم اشاره به سرزمین‌هایی در اروپا و آسیای صغیر دارد که مدتی در دست امپراتوری رم و امپراتوری روم شرقی بود. معمولاً در منابع عربی و اسلامی قدیم منظور از رم سرزمین‌های آسیای صغیر است. یکی از نام‌های عربی دریای مدیترانه نیز که در جنوب آسیای صغیر قرار دارد، «بحرالروم» به معنی «دریای رم» است.
اتروسک: خاستگاه این سرزمین توسکان بین فلورانس و رم در ایتالیای امروزی بود. از ساختمان معابد اتروسک تنها شالوده‌های سنگی بر جای مانده، زیرا خود بنا از چوب ساخته می‌شده. اتروسک‌ها به دلایل مذهبی کاربرد سنگ را در معماری معابد خود جایز نمی‌شمردند. طراحی شهری بر اساس شبکهٔ شطرنجی استوار بود. (بر اساس عقاید دینی ایشان که آسمان را بر مبنای چهار جهت اصلی به چهار ناحیه تقسیم می‌نمودند) اردوگاه‌های نظامی محصور به نام کسترا با پلان چهارگوش نیز از شبکهٔ شطرنجی برخوردار بوده اغلب تبدیل به شهرها می‌شدند. اثرشاخص بر جای مانده اتروسک‌ها دروازهٔ آگوست در پروجا می‌باشد که الگوی معماری رومی قرار گرفت.
ویتروویوس معمارو شهرساز رومی (سده یکم پ. م) و نویسنده رساله "ده کتاب در باب معماری گاست" که در ارتش روم به فرماندهی ژولیوس سزار خدمت می‌کرد.
از دیدگاه او نخستین خانه‌ها نمونه برداری از شکلهای طبیعی (پناهگاه، لانهٔ پرندگان و غارها) بوده‌اند. به نظر او معماری نخستین "هنر و علمی" است که ایجاد شده در نتیجه هنر برتر است. به اعتقاد او معمار باید نظریه‌پرداز، نویسنده و دارای دانش گسترده باشد. آشنایی از هندسه، پرسپکتیو، قوانین نور، ریاضیات، نجوم، فلسفه، شناخت موسیقی، دانش پزشکی (برای اقلیم و سلامت در ساختمان) و … برای معمار لازم است. از دیدگاه او معماری باید به سه اصل وفادار بماند: ایستایی (ساختمان و مصالح)، کارایی، زیبایی تاریخ روم با تاریخ شهر رم پیوند دارد و به روایت افسانه گونه شهر رم در سال ۷۵۳ پ. م به دستور رمولوس ساخته شد.
امپراتوری روم با ایجاد راه‌ها، قوانین و ارتش توانمند خود، سیستم حمل و نقل سازمان یافته‌ای را به وجود آورد که سبب پیدایش شهرها شد.
تمدن شهرگرای رومی (لاتین) با ساخت سدها، پلها، جاده‌ها، آبراه‌ها، تئاترها، میدانها، حمام‌های همگانی، تاقهای پیروزی و سنگ‌فرش راه‌ها آثار ماندگاری در جهان از اسکاتلند تا خلیج فارس بر جای نهاد. با وجود شکوه شکوه بناها و تندیس‌ها که هر امپراتور از خود به جا می‌گذاشت رم را نمی‌توان شهری یکپارچه در نظر گرفت. موانع طبیعی (شهر هفت تپه) و بی‌توجهی هر امپراتور به آثار ساخته شده دیگران را می‌توان علت اصلی آن بشمار آورد.
رومی‌ها علاقه به ساختمان‌های بزرگ داشتند، بنابراین نیاز به مصالخ سنگین، پایدار، بادوام، خشن و محکم. آنها به علت داشتن سیمان پوزولان که بهترین سیمان در جهان بود موفق به ساخت بناهای مطلوب شدند.
رومی‌ها ابتدا تاقهای نیم دایره‌ای (تاق آهنگ) که از نظر سازه‌ای ایستایی زیادی ندارند را پدیدآورند، سپس با روش مبتکرانه‌ای به تاق مرکب یا متقاطع که عبارت از دو تاق آهنگ عمود بر یکدیگر است دست یازیدند.

## محاسن طاق مرکب (متقاطع)
- نیروها را در چهار گوشهٔ گنبد متمرکز می‌سازد
- امکان حذف دیوارهایی که مستقیماً باربر نیستند
- امکان ایجاد پنجره‌های بزرگ در زیر تاقهای گنبد (گریو گنبد)
- امکان ارتباط فضایی زیر گنبدها به یکدیگر
- امکان ساخت بلندتر بنا به علت سبکی سازه

## آبراهه‌های رومی
آبراهه‌های رومی (Aquedues) برای انتقال آب به شهرها و عبور سواره نظام نیز مورد استفاده بود، در دو یا سه طبقه ساخته می‌شد.
حمام‌های (thermes) بزرگ و همگانی به نام کاراکالا مجهز به آب سرد و گرم، سونا، کتابخانه، تئاتر، سالن کنفرانس و مطالعات، ورزشگاه، فضای سبز طبیعی و … بودند.
کاربریهای اصلی آنها عبارتند از:
- مراسم مذهبی
- امور بهداشتی
- گذران اوقات فراغت و فعالیتهای هنری
- ورزش، مطالعه و پاتوق اجتماعی[نیازمند منبع]

## پانتئون
یکی از شاخص‌ترین بناهای رومی است که به دستور آدریانوس (۱۱۸–۱۲۸ م) ساخته شد. شکل هندسی آن به صورت کروی است که بر روی بنای سنگی استوانه‌ای قرار دارد. قطر و ارتفاع آن ۴۳ متر و ضخامت دیوارهای جانبی بیش از ۶ متر است.
رواق ستون بندی شده در ورودی آن یک فضای افزوده شده با سقف شیبدار به نظر می‌رسد.
سطح زیرین گنبد به صورت مربع‌های منظم شکل بندی شده تا از سنگینی سازه آن بکاهد و بر زیبایی سقف بیفزاید.
در مرکز این گنبد بزرگ، روزنه‌ای به شعاع بیش از ۹ متر نور طبیعی را به درون هدایت می‌کند.
دیوارها و کف پانتئون از سنگ مرمر سفید نازک پوشش یافته تا آب باران نیز به راحتی کانالیزه شود.

## کلوسئوم
واژه کولوسئوم به معنی «جایگاه غول‌پیکر» است. بزرگترین آمفی تئاتر در روم «کلوسئوم» نام دارد که ساخت آن به دستور وسپاسیان (۷۲ پ. م) آغاز شد و به دست دومیتیان دوازده سال بعد به پایان رسید. بخش بزرگی از آن تخریب شده ولی آثار به جا مانده برای تجسم کل ساختمان کافی است.
این آمفی تئاتر یک بیضی بزرگ به ابعاد ۱۶۵×۱۹۰ متر است و صندلی‌های سنگی بر روی تاق‌های آهنگ ساخته شده‌اند.
گنجایش آمفی تئاتر۵۰۰۰۰ نفر بود ولی در مدت چند دقیقه آمفی تئاتر از حضور آنها تهی می‌شد.
ردیف صندلی‌ها به وسیلهٔ راهروها ی افقی به چهار بخش وابسته به چهار طبقهٔ اجتماعی تقسیم می‌شد. دو ردیف پایین به درباریان و نجیب‌زادگان. جایگاه امپراتوری در یکی از گوشه‌های سن و ورودی گلادیاتورها در گوشهٔ دیگر آن قرار داشت.
ابعاد سن نمایش ۵۴×۸۸ متر بود و در زیر آن شمار فراوانی اتاق، انبار، فضای نگهداری جانوران و اتاقهای تعویض لباس قرار داشت.
سازه‌ای سبک از جنس پارچه که به آن ولاریوم می‌گفتند، هنگام ظهر برای پیشگیری از تابش آفتاب بر فراز کلوسئوم برافراشته می‌شد.
کلوسئوم ۴۸ متر ارتفاع دارد و متشکل از چهار طبقه است: طبقه همکف شیوهٔ دوریک، طبقه یکم ایونیک، طبقهٔ دوم کرنتی و طبقهٔ سوم سبک رومی است.

## تاق پیروزی کنستانتین
تاق پیروزی از دیگر بناهای شهری روم می‌باشد که ترکیبی از قوس و ستون است. نوع ابتدائی آن تاق تیتوس (سدهٔ ۱ میلادی) دارای یک دروازه و گونه زیبای آن تاق کنستانتین (سدهٔ ۴ م) دارای سه دروازه (اصلی و ۲ فرعی) می‌باشد که با شماری آرایه (تندیس و نقش برجسته) تزیین شده‌است.

## باسیلیکاها
از مهم‌ترین ساختمان‌های ویژه معماری رومی، باسیلیکاها بودند که از عناصر اصلی مرکز شهر رومی به شمهر می‌آمدند. باسیلیکاها ساختمانی است در بر گیرنده یک سالن ستون دار مسقف با پلان مستطیلی شکل که با بیرون زدگی دایره وار در یک یا دو طرف آن همراه است. ردیفهایی از ستون نیز فضای درونی را به مرکز (صحن اصلی) و راهروهای جانبی پیرامونی کوچکتر تقسیم می‌کنند. سقف آنها از نوع متقاطع بوده‌است.

## فروم
فورم فضای مرکزی شهر رومی است که در برگیرنده بناهای مهم شهری و جریان زندگی سیاس، اجتماعی، مذهبی، فرهنگی و اقتصادی شهروندان می‌باشد. نمادهای شهری مانند ستون تراژان به بلندی ۳۸ متر در همین محدوده قرار دارد.
فورم‌ها سه مرحله متمایز را تجربه نمودند: نخست فورم‌های ارگانیک، سپس فورم‌های از پیش اندیشیده شده و از پیش طراحی شده و سر انجام فورم‌های سلطنتی که در زمین‌های جدید و با استفاده از طراحی یونانی‌ها (هیپوداموس) بهره جستند.
مهم‌ترین مرکز اجتماعات رومی‌ها بوده و در شهرهای ورم و پومپئی بوده
فورم (میدان مرکزی مستطیل شکل)

## کاخ بزرگ امپراتور دیوکلسین
دو پدیده نوین: در یکی از حیاط‌های این کاخ شاهد یک سنتوری هستیم که توسط قوسی از میان شکسته شده و بر دوپایه استوار گشته، نوآوری دیگر ردیف کاخ بزرگ امپراتور دیوکلسین بیانگر آغاز ناتوانی امپراتوری روم می‌باشد.
قوس‌هایی است که بار سقف را نه بر دیوار که بر ستون‌های پیرامون حیاط وارد می‌کند. در پایان سدهٔ سوم میلادی امپراتوری روم دچار تزلزل گردید. از یکسو یورش ایرانیان و از سوی دیگر آشوبهای بربرها ناامنی امپراتوری را سبب شد. دیوکلسین سرزمین پهناور روم را به دو امپراتوری غربی و شرقی تقسیم نمود. شهر رم مرکز روم غربی و شهر نوبنیاد کونستانتینوپل (بیزانس، قسطنطنیه، استانبول) پایتخت روم شرقی شد. بخش غربی امپراتوری در کوتاه زمان فروپاشید و از پاره‌پاره شدن آن دولت‌های امروزی اروپا شکل گرفتند (سال ۴۱۰ م). بخش شرقی امپراتوری تا دوران رنسانس دوام آورد و در سال ۱۴۵۳م به دست سلطان محمد فاتح تسخیر شد.